# Kapitánská dcerka
Kapitánská dcerka (rusky Капитанская дочка – kapitánskaja dóčka) je romantická historická novela Alexandra Sergejeviče Puškina. Poprvé vyšla v roce 1836 ve čtvrtém vydání literárního listu Sovremennik. Příběh zpracovává Pugačovovo kozácké povstání v letech 1773–1774 a je v něm několik jasných romantických znaků: čistá láska, autobiografičnost, hrdinství a čest. Podle novely složil ruský skladatel César Antonovič Kjuj (1835–1918) roku 1911 stejnojmennou operu.

## Příběh
Novela je napsána formou rodinných zápisků prokládaných krátkými básněmi. Popisuje životní poměry a realitu života v uralských stepích, ale také krutost povstání a jeho potlačení. Hlavní děj se soustřeďuje na osudy Petra Alexejeviče Griněva, mladého šlechtice, který, doprovázen svým věrným sluhou Saveličem, odchází do vojenské služby. Po rozloučení s rodiči odjíždí do Orenburgu pro rozkazy, avšak po cestě se ztratí ve sněhové vánici a když už to vypadá beznadějně, pomůže jim neznámý kozák, za což ho odměnili jídlem, pitím a kožichem. Po příjezdu do města pak generál přeložil našeho hrdinu do Bělogorské pevnosti, což však byla pouze chudá vesnička obehnaná plotem a bráněná skromnou postarší posádkou, vybavenou jedním starým dělem, z čehož byl Petr zprvu přímo zděšen, protože si svoji službu představoval jako bujarý život ve městě.
Po krátké době se sblíží s rodinou kapitána Mironova a později také s jeho dcerou, o níž sice zprvu nejeví zájem, ale po čase se do ní zamiluje a potom se o ni utká na život a na smrt s podvratným Švabrinem, který byl do pevnosti přeložen za vraždu. Ač souboj nešťastnou náhodou prohraje, po několika dnech se uzdraví a požádá Marju Ivanovnu Mironovovou o ruku. Jeho rodiče však se sňatkem nesouhlasí, a tak je chce Petr osobně přemluvit.
Na „pevnost“ však zaútočí Pugačovova banda a lehce ji dobude i přes snahu kapitána, který je se svojí ženou a několika dalšími lidmi popraven, přičemž Švabrin okamžitě přechází na stranu povstalců. Petr ujde smrti jen díky tomu, že kozák, kterého potkal po cestě z domova stepí, byl Pugačov, a tak byl ušetřen.
Po dobytí pevnosti odchází Petr svobodně do Orenburgu a podává zprávy generálovi. Zanedlouho však Pugačovova banda obklíčila i Orenburg, který Petr pomáhal bránit, ale poté co se dozví, že jeho dívce hrozí nebezpečí, vydává se zpět do Bělogorské pevnosti bez dovolení generála osvobodit svoji lásku, kde mu ji pomůže vysvobodit ze Švabrinových spárů Pugačov. Marja poté odjíždí se Saveličem k Petrovým rodičům a Petr je obviněn ze spolčení s Pugačovem, na základě udání Švabrina. Za to ho čeká trest doživotního vyhnanství na Sibiři, avšak Marja za něj šla prosit až k carevně Kateřině II., takže byl nakonec osvobozen a mohli žít spolu.

## Postavy
- Petr Andrejevič Griněv – odvážný, čestný, věrný, chytrý, citlivý, šlechetný, ale i výbušný
- Marja Ivanovna Mironovová – hodná, tichá, velmi citlivá
- Jemeljan Pugačov – skutečná postava, velký zločinec, vydával se za cara Petra III., kterého v té době zavraždila carevna Kateřina II., aby vzbouřil Jaické kozáky, kteří byli chudí a nespokojení s vládou carevny.

## Filmové adaptace
- Volha v plamenech (1934, Volga in Flames), koprodukce Francie a Československa, režie: Viktor Turžanskij
- Kapitánská dcerka (1947, La figlia del capitano), Itálie, režie Mario Camerini,
- Bouře (1958, La Tempesta), Itálie, režie Alberto Lattuada,
- Kapitánská dcerka (1959, Капитанская дочка), Sovětský svaz, režie Vladimir Kaplunovskij,
- Ruská vzpoura (2000, Pусский бунт), Rusko, režie Alexandr Proškin.

## Česká vydání
- Kapitánowa dcera, Jaroslav Pospíšil, Praha 1847, přeložil Kristian Stefan. (Dostupné online)
- Piková dáma a jiné novely, F. Šimáček, Praha 1894, přeložil Vilém Mrštík, svazek obsahuje mimo jiné i Kapitánskou dcerku,
- Kapitánova dcerka a ostatní povídky prosou, Jan Otto, Praha 1899 (Dostupné online), znovu 1920.
- Kapitánova dcerka Gustav Voleský, Praha 1921, přeložil Pavel Papáček, znovu 1925 a Svaz ruských spisovatelů a novinářů v ČSR, Praha 1937.
- Piková dáma a jiné povídky, Sfinx, Praha 1927, přeložil František Zpěvák, svazek obsahuje mimo jiné i Kapitánovu dcerku,
- Piková dáma a jiné povídky, Melantrich, Praha 1931, svazek obsahuje mimo jiné i Kapitánskou dcerku v překladu Bohumila Mathsesia, znovu Svět sovětů, Praha 1960, Odeon, Praha 1972, Albatros, Praha 1975 a Levné knihy KMa, Praha 2004.
- Kapitánova dcerka, Epos, Brno 1932, přeložil Julius Hontela,
- Kapitánova dcerka Ladislav Janů, Praha 1937, přeložil Václav Najbrt,
- Kapitánova dcerka, Evropský literární klub, Praha 1937, přeložil Josef Kopta, znovu V. Smidt, Praha 1947 a Melantrich, Praha 1950.
- Povídky veršem i prózou, Melantrich, Praha 1938, svazek obsahuje mimo jiné i Kapitánskou dcerku v překladu Bohumila Mathsesia,
- Piková dáma a ostatní krásná prosa, Josef R. Vilímek, Praha 1945, přeložil Jaroslav Janeček, svazek obsahuje mimo jiné i Kapitánovu dcerku,
- Výbor z díla I. , Svoboda, Praha 1949, svazek obsahuje mimo jiné i Kapitánskou dcerku v překladu Bohumila Mathsesia,
- Kapitánova dcerka SNDK, Praha 1950, přeložil Petr Denk,
- Povídky, SNKLHU, Praha 1955, svazek obsahuje mimo jiné i Kapitánskou dcerku v překladu Bohumila Mathsesia,
- Výbor z díla, SNDK, Praha 1955, svazek obsahuje mimo jiné i Kapitánskou dcerku v překladu Bohumila Mathsesia, znovu Albatros, Praha 1981,